# Hermes Award
Der Hermes Award ist seit 2004 jährlich verliehener Technologie-Innovations-Preis der Hannover Messe, des Landes Niedersachsen und des Bundesministeriums für Bildung und Forschung. Mit 100.000 Euro Preisgeld zählt er zu den höchstdotierten Technologie-Wettbewerben weltweit. Die Verleihung findet am Eröffnungstag der Hannover Messe durch den Minister oder die Ministerin des Bundesministeriums für Bildung und Forschung statt.
Vergeben wird er von einer Jury mit Experten aus Politik, Wirtschaft, Forschung und Gesellschaft für innovative technische Produkte und Verfahren, die folgende vier Prüfkriterien erfüllen:
- Technologischer Innovationsgrad
- Nutzen für Industrie, Umwelt und Gesellschaft,
- Wirtschaftlichkeit
- Umsetzungsreife

## Preisträger
- 2004 eStop aus Grafrath bei München für eine mechatronische Keilbremse (siehe Bernd Gombert)[6]
- 2005 ifm electronic aus Essen für einen innovativen Abstandssensor[7]
- 2006 Harting Mitronics aus Biel (Schweiz) für einen RFID-Transponder, der selbst in der Nähe von Metallen und Flüssigkeiten eingesetzt werden kann[8][9]
- 2007 Bayer Technology Services aus Leverkusen für eine neue Lasertechnologie zur Produktauthentifizierung[10]
- 2008 Zenergy Power GmbH aus Rheinbach gemeinsam mit der Bültmann GmbH aus Neuenrade für die Entwicklung eines Induktionsheizers mit 80 % Wirkungsgrad[11]
- 2009 Voith Turbo Wind GmbH & Co. KG für ein mechatronisches Antriebssystem zur hochdynamischen Drehzahlregelung in Windenergieanlagen[12]
- 2010 LPKF Laser & Electronics AG aus Garbsen für das LDS-Verfahren, das Leiterstrukturen auf dreidimensionale Kunststoff-Bauteile aufbringt.[13]
- 2011 Krautzberger GmbH aus Eltville für ein innovatives Dampfspritzverfahren. Dabei wird die derzeit zum Einsatz kommende Druckluft zum Spritzen durch Dampf ersetzt.[14]
- 2012 Phoenix Contact GmbH & Co. KG  aus Blomberg für ein Blitzstrommesssystem LM-S, welches in Windkraftanlagen überwacht, wann und in welcher Größe ein Blitz eingeschlagen ist.[15][16]
- 2013 Bosch-Rexroth AG  aus Lohr am Main in Bayern für das Projekt Open Core Engineering[17]
- 2014 SAG GmbH für das Produkt iNES, ein Verteilnetzmanagement mit dem ein konventionelles Niederspannungsnetz zu einem Smart Grid umgerüstet werden kann[18]
- 2015 Wittenstein AG für Galaxie, eine neue Getriebegattung[19]
- 2016 Harting AG & Co. KG, Espelkamp, für MICA (Modular Industry Computing Architecture)[20][21]
- 2017 Schunk GmbH & Co. KG aus Lauffen am Neckar für den kollaborativen Greifer JL1[22]
- 2018 Endress+Hauser Messtechnik GmbH+Co. KG aus Weil am Rhein für iTHERM TrustSens TM371 (ein hygienisches Kompaktthermometer mit einem selbstkalibrierenden Sensor)[2][23]
- 2019 NanoWired GmbH aus Gernsheim für KlettWelding Tape (ein Klettverschluss zur schnellen, dauerhaften und umweltfreundlichen Verbindung bei Raumtemperatur für die Elektronikfertigung)[24][25]
- 2020 Trumpf (omlox – open location standard)[26][27]
- 2021 Bosch Rexroth (weltweit erster elektrischer Aktuator zur Ansteuerung von Prozess-Ventilen unter Wasser)[28]
- 2022 Sumitomo Cyclo Drive Germany (komplett integrierter Antrieb für Roboteranwendungen und Automatisierungstechnik)[29]
- 2023 Bosch Rexroth (sensorgestütztes Ausgleichsmodul (Endeffektor) für Roboter)[30]
- 2024 Schunk (2D Grasping-Kit)[31]
- 2025 Siemens AG (KI-gestützte Industrial Copilots)[32]